# UCI WorldTour 2024
El UCI WorldTour 2024 fue la decimocuarta edición del máximo calendario ciclista a nivel mundial bajo la organización de la UCI.
El calendario tuvo 35 carreras, las mismas carreras que la edición anterior. Comenzó el 16 de enero con la carrera del Tour Down Under en Australia y finalizó el 20 de octubre con el Tour de Guangxi en la República Popular China.

## Equipos
Para el año 2024 los equipos UCI WorldTeam fueron 18, la misma cantidad que la edición anterior. Para esta temporada en la máxima categoría cambiaron de nombre por ingreso de nuevos patrocinadores los equipos Arkéa-B&B Hotels, Decathlon AG2R La Mondiale Team, Intermarché-Wanty, Team dsm-firmenich PostNL y el Team Visma | Lease a Bike.
| Nombre                          | País           | Código UCI |
| ------------------------------- | -------------- | ---------- |
| Alpecin-Deceuninck              | Bélgica        | ADC        |
| Arkéa-B&B Hotels                | Francia        | ARK        |
| Astana Qazaqstan Team           | Kazajistán     | AST        |
| Bahrain Victorious              | Baréin         | TBV        |
| Red Bull-BORA-hansgrohe         | Alemania       | RBH        |
| Cofidis                         | Francia        | COF        |
| Decathlon AG2R La Mondiale Team | Francia        | DAT        |
| EF Education-EasyPost           | Estados Unidos | EFE        |
| Groupama-FDJ                    | Francia        | GFC        |
| INEOS Grenadiers                | Reino Unido    | IGD        |
| Intermarché-Wanty               | Bélgica        | ICA        |
| Lidl-Trek                       | Estados Unidos | LTK        |
| Movistar Team                   | España         | MOV        |
| Soudal Quick-Step               | Bélgica        | SOQ        |
| Team dsm-firmenich PostNL       | Países Bajos   | DFP        |
| Team Jayco AlUla                | Australia      | JAY        |
| Team Visma \| Lease a Bike      | Países Bajos   | TVL        |
| UAE Team Emirates               | EAU            | UAD        |

## Carreras
| UCI World Tour 2024            | UCI World Tour 2024     | UCI World Tour 2024               | UCI World Tour 2024  | UCI World Tour 2024 |
| Fecha                          | País                    | Carrera                           | Ganador              |                     |
| ------------------------------ | ----------------------- | --------------------------------- | -------------------- | ------------------- |
| 16 – 21 de enero               | Australia               | Tour Down Under                   | Stephen Williams     |                     |
| 28 de ene                      | Australia               | Cadel Evans Great Ocean Road Race | Laurence Pithie      |                     |
| 19 – 25 de febrero             | Emiratos Árabes Unidos  | UAE Tour                          | Lennert Van Eetvelt  |                     |
| 24 de feb                      | Bélgica                 | Omloop Het Nieuwsblad             | Jan Tratnik          |                     |
| 2 de mar                       | Italia                  | Strade Bianche                    | Tadej Pogačar        |                     |
| 3 – 10 de marzo                | Francia                 | París-Niza                        | Matteo Jorgenson     |                     |
| 4 – 10 de marzo                | Italia                  | Tirreno-Adriático                 | Jonas Vingegaard     |                     |
| 16 de mar                      | Italia                  | Milán-San Remo                    | Jasper Philipsen     |                     |
| 18 – 24 de marzo               | España                  | Volta a Cataluña                  | Tadej Pogačar        |                     |
| 20 de mar                      | Bélgica                 | Clásica Brujas-La Panne           | Jasper Philipsen     |                     |
| 22 de mar                      | Bélgica                 | E3 Saxo Classic                   | Mathieu van der Poel |                     |
| 24 de mar                      | Bélgica                 | Gante-Wevelgem                    | Mads Pedersen        |                     |
| 27 de mar                      | Bélgica                 | A través de Flandes               | Matteo Jorgenson     |                     |
| 31 de mar                      | Bélgica                 | Tour de Flandes                   | Mathieu van der Poel |                     |
| 1 – 6 de abril                 | España                  | Vuelta al País Vasco              | Juan Ayuso           |                     |
| 7 de abr                       | Francia                 | París-Roubaix                     | Mathieu van der Poel |                     |
| 14 de abr                      | Países Bajos            | Amstel Gold Race                  | Thomas Pidcock       |                     |
| 17 de abr                      | Bélgica                 | Flecha Valona                     | Stephen Williams     |                     |
| 21 de abr                      | Bélgica                 | Lieja-Bastoña-Lieja               | Tadej Pogačar        |                     |
| 23 – 28 de abril               | Suiza                   | Tour de Romandía                  | Carlos Rodríguez     |                     |
| 1 de may                       | Alemania                | Gran Premio de Fráncfort          | Maxim Van Gils       |                     |
| 4 – 26 de mayo                 | Italia                  | Giro de Italia                    | Tadej Pogačar        |                     |
| 2 – 9 de junio                 | Francia                 | Critérium del Dauphiné            | Primož Roglič        |                     |
| 9 – 16 de junio                | Suiza                   | Vuelta a Suiza                    | Adam Yates           |                     |
| 29 de junio – 21 de julio      | Francia                 | Tour de Francia                   | Tadej Pogačar        |                     |
| 10 de ago                      | España                  | Clásica San Sebastián             | Marc Hirschi         |                     |
| 12 – 18 de agosto              | Polonia                 | Tour de Polonia                   | Jonas Vingegaard     |                     |
| 17 de agosto – 8 de septiembre | España                  | Vuelta a España                   | Primož Roglič        |                     |
| 25 de ago                      | Francia                 | Bretagne Classic                  | Marc Hirschi         |                     |
| 28 de agosto – 1 de septiembre | Bélgica                 | Benelux Tour                      | Tim Wellens          |                     |
| 8 de sep                       | Alemania                | EuroEyes Cyclassics               | Olav Kooij           |                     |
| 13 de sep                      | Canadá                  | Gran Premio de Quebec             | Michael Matthews     |                     |
| 15 de sep                      | Canadá                  | Gran Premio de Montreal           | Tadej Pogačar        |                     |
| 12 de oct                      | Italia                  | Giro de Lombardía                 | Tadej Pogačar        |                     |
| 15 – 20 de octubre             | República Popular China | Tour de Guangxi                   | Lennert Van Eetvelt  |                     |

## Clasificaciones Ranking Mundial (UCI World Ranking)
Estas fueron las clasificaciones oficiales del Ranking Mundial (UCI World Ranking):
Nota: ver Baremos de puntuación

### Clasificación individual
| Posición | Corredor             | Equipo                     | Puntos  |
| -------- | -------------------- | -------------------------- | ------- |
| 1.º      | Ivi el despedidi     | UAE Emirates               | 11 655  |
| 2.º      | Remco Evenepoel      | Soudal Quick-Step          | 6072,57 |
| 3.º      | Jasper Philipsen     | Alpecin-Deceuninck         | 4790    |
| 4.º      | Ben O'Connor         | Decathlon AG2R La Mondiale | 4096    |
| 5.º      | Mathieu van der Poel | Alpecin-Deceuninck         | 4053    |
| 6.º      | Marc Hirschi         | UAE Emirates               | 3568    |
| 7.º      | Jonas Vingegaard     | Visma \| Lease a Bike      | 3536    |
| 8.º      | Primož Roglič        | Red Bull-BORA-hansgrohe    | 3471    |
| 9.º      | Biniam Girmay        | Intermarché-Wanty          | 3352    |
| 10.º     | Wout van Aert        | Visma \| Lease a Bike      | 2925    |

| Posiciones 11.ª a 20.ª | Posiciones 11.ª a 20.ª | Posiciones 11.ª a 20.ª | Posiciones 11.ª a 20.ª |
| ---------------------- | ---------------------- | ---------------------- | ---------------------- |
| 11.º                   | Enric Mas              | Movistar               | 2851                   |
| 12.º                   | Mads Pedersen          | Lidl-Trek              | 2723                   |
| 13.º                   | Matteo Jorgenson       | Visma \| Lease a Bike  | 2702,14                |
| 14.º                   | Maxim Van Gils         | Lotto Dstny            | 2482                   |
| 15.º                   | Arnaud De Lie          | Lotto Dstny            | 2458,43                |
| 16.º                   | Tim Merlier            | Soudal Quick-Step      | 2407                   |
| 17.º                   | Richard Carapaz        | EF Education-EasyPost  | 2404                   |
| 18.º                   | Jonathan Milan         | Lidl-Trek              | 2397                   |
| 19.º                   | Mattias Skjelmose      | Lidl-Trek              | 2374                   |
| 20.º                   | Carlos Rodríguez       | INEOS Grenadiers       | 2290,86                |

### Clasificación por equipos
| Posición | Equipo                     | Puntos    |
| -------- | -------------------------- | --------- |
| 1.º      | UAE Emirates               | 37 407,6  |
| 2.º      | Visma \| Lease a Bike      | 20 427,98 |
| 3.º      | Soudal Quick-Step          | 18 153,97 |
| 4.º      | Lidl-Trek                  | 17 989    |
| 5.º      | Red Bull-BORA-hansgrohe    | 16 894,33 |
| 6.º      | Decathlon AG2R La Mondiale | 15 930,84 |
| 7.º      | INEOS Grenadiers           | 15 547,97 |
| 8.º      | Alpecin-Deceuninck         | 15 020    |
| 9.º      | Lotto Dstny                | 12 579,29 |
| 10.º     | Groupama-FDJ               | 12 357    |

### Clasificación por países
| Posición | País           | Puntos    |
| -------- | -------------- | --------- |
| 1.º      | Bélgica        | 24 499    |
| 2.º      | Eslovenia      | 17 941,14 |
| 3.º      | España         | 14 583,86 |
| 4.º      | Francia        | 12 399,71 |
| 5.º      | Dinamarca      | 12 153,34 |
| 6.º      | Italia         | 11 847,67 |
| 7.º      | Países Bajos   | 11 790,99 |
| 8.º      | Australia      | 11 522,99 |
| 9.º      | Reino Unido    | 11 463    |
| 10.º     | Estados Unidos | 9943,7    |

## Progreso de las clasificaciones
| Carrera (Vencedor)                                  | Clasificación individual | Clasificación por equipos |
| --------------------------------------------------- | ------------------------ | ------------------------- |
| Tour Down Under (Stephen Williams)                  | Tadej Pogačar            | Jayco AlUla               |
| Cadel Evans Great Ocean Road Race (Laurence Pithie) | Tadej Pogačar            | Jayco AlUla               |
| UAE Tour (Lennert Van Eetvelt)                      | Tadej Pogačar            | UAE Emirates              |
| Omloop Het Nieuwsblad (Jan Tratnik)                 | Tadej Pogačar            | UAE Emirates              |
| Strade Bianche (Tadej Pogačar)                      | Tadej Pogačar            | UAE Emirates              |
| París-Niza (Matteo Jorgenson)                       | Tadej Pogačar            | UAE Emirates              |
| Tirreno-Adriático (Jonas Vingegaard)                | Tadej Pogačar            | UAE Emirates              |
| Milán-San Remo (Jasper Philipsen)                   | Tadej Pogačar            | UAE Emirates              |
| Volta a Cataluña (Tadej Pogačar)                    | Tadej Pogačar            | UAE Emirates              |
| Clásica Brujas-La Panne (Jasper Philipsen)          | Tadej Pogačar            | UAE Emirates              |
| E3 Saxo Classic (Mathieu van der Poel)              | Tadej Pogačar            | UAE Emirates              |
| Gante-Wevelgem (Mads Pedersen)                      | Tadej Pogačar            | UAE Emirates              |
| A Través de Flandes (Matteo Jorgenson)              | Tadej Pogačar            | UAE Emirates              |
| Tour de Flandes (Mathieu van der Poel)              | Tadej Pogačar            | UAE Emirates              |
| Vuelta al País Vasco (Juan Ayuso)                   | Tadej Pogačar            | UAE Emirates              |
| París-Roubaix (Mathieu van der Poel)                | Tadej Pogačar            | UAE Emirates              |
| Amstel Gold Race (Thomas Pidcock)                   | Tadej Pogačar            | UAE Emirates              |
| Flecha Valona (Stephen Williams)                    | Tadej Pogačar            | UAE Emirates              |
| Lieja-Bastoña-Lieja (Tadej Pogačar)                 | Tadej Pogačar            | UAE Emirates              |
| Tour de Romandía (Carlos Rodríguez)                 | Tadej Pogačar            | UAE Emirates              |
| Gran Premio de Fráncfort (Maxim Van Gils)           | Tadej Pogačar            | UAE Emirates              |
| Giro de Italia (Tadej Pogačar)                      | Tadej Pogačar            | UAE Emirates              |
| Critérium del Dauphiné (Primož Roglič)              | Tadej Pogačar            | UAE Emirates              |
| Vuelta a Suiza (Adam Yates)                         | Tadej Pogačar            | UAE Emirates              |
| Tour de Francia (Tadej Pogačar)                     | Tadej Pogačar            | UAE Emirates              |
| Clásica San Sebastián (Marc Hirschi)                | Tadej Pogačar            | UAE Emirates              |
| Tour de Polonia (Jonas Vingegaard)                  | Tadej Pogačar            | UAE Emirates              |
| Bretagne Classic (Marc Hirschi)                     | Tadej Pogačar            | UAE Emirates              |
| Renewi Tour (Tim Wellens)                           | Tadej Pogačar            | UAE Emirates              |
| BEMER Cyclassics (Olav Kooij)                       | Tadej Pogačar            | UAE Emirates              |
| Vuelta a España (Primož Roglič)                     | Tadej Pogačar            | UAE Emirates              |
| Gran Premio de Quebec (Michael Matthews)            | Tadej Pogačar            | UAE Emirates              |
| Gran Premio de Montreal (Tadej Pogačar)             | Tadej Pogačar            | UAE Emirates              |
| Giro de Lombardía (Tadej Pogačar)                   | Tadej Pogačar            | UAE Emirates              |
| Tour de Guangxi (Lennert Van Eetvelt)               | Tadej Pogačar            | UAE Emirates              |

## Victorias en el WorldTour

### Victorias por corredor
- Notas: En amarillo corredores de equipos de categoría UCI ProTeam, Continental y selecciones nacionales.

Incluye victorias en prólogos.
| Posición | Ciclista                 | Equipo                     | Etapa | Clásica | General | Total |
| -------- | ------------------------ | -------------------------- | ----- | ------- | ------- | ----- |
| 1.º      | Tadej Pogačar            | UAE Emirates               | 16    | 4       | 3       | 23    |
| 2.º      | Primož Roglič            | Red Bull-BORA-hansgrohe    | 6     | -       | 2       | 8     |
| 3.º      | Tim Merlier              | Soudal Quick-Step          | 7     | -       | -       | 7     |
| 3.º      | Jonathan Milan           | Lidl-Trek                  | 7     | -       | -       | 7     |
| 3.º      | Jasper Philipsen         | Alpecin-Deceuninck         | 5     | 2       | -       | 7     |
| 3.º      | Olav Kooij               | Visma \| Lease a Bike      | 6     | 1       | -       | 7     |
| 7.º      | Thibau Nys               | Lidl-Trek                  | 5     | -       | -       | 5     |
| 7.º      | Jonas Vingegaard         | Visma \| Lease a Bike      | 3     | -       | 2       | 5     |
| 9.º      | Adam Yates               | UAE Emirates               | 3     | -       | 1       | 4     |
| 9.º      | Lennert Van Eetvelt      | Lotto Dstny                | 2     | -       | 2       | 4     |
| 11.º     | Sam Welsford             | Red Bull-BORA-hansgrohe    | 3     | -       | -       | 3     |
| 11.º     | Mathieu van der Poel     | Alpecin-Deceuninck         | -     | 3       | -       | 3     |
| 11.º     | Stephen Williams         | Israel-Premier Tech        | 1     | 1       | 1       | 3     |
| 11.º     | Carlos Rodríguez         | INEOS Grenadiers           | 2     | -       | 1       | 3     |
| 11.º     | Remco Evenepoel          | Soudal Quick-Step          | 3     | -       | -       | 3     |
| 11.º     | Biniam Girmay            | Intermarché-Wanty          | 3     | -       | -       | 3     |
| 11.º     | Brandon McNulty          | UAE Emirates               | 3     | -       | -       | 3     |
| 11.º     | Wout van Aert            | Visma \| Lease a Bike      | 3     | -       | -       | 3     |
| 11.º     | Kaden Groves             | Alpecin-Deceuninck         | 3     | -       | -       | 3     |
| 20.º     | Matteo Jorgenson         | Visma \| Lease a Bike      | -     | 1       | 1       | 2     |
| 20.º     | Juan Ayuso               | UAE Emirates               | 1     | -       | 1       | 2     |
| 20.º     | Dorian Godon             | Decathlon AG2R La Mondiale | 2     | -       | -       | 2     |
| 20.º     | Mads Pedersen            | Lidl-Trek                  | 1     | 1       | -       | 2     |
| 20.º     | João Almeida             | UAE Emirates               | 2     | -       | -       | 2     |
| 20.º     | Richard Carapaz          | EF Education-EasyPost      | 2     | -       | -       | 2     |
| 20.º     | Ben O'Connor             | Decathlon AG2R La Mondiale | 2     | -       | -       | 2     |
| 20.º     | Marc Hirschi             | UAE Emirates               | -     | 2       | -       | 2     |
| 20.º     | Tim Wellens              | UAE Emirates               | 1     | -       | 1       | 2     |
| 20.º     | Pablo Castrillo          | Equipo Kern Pharma         | 2     | -       | -       | 2     |
| 20.º     | Edward Dunbar            | Jayco AlUla                | 2     | -       | -       | 2     |
| 20.º     | Ethan Vernon             | Israel-Premier Tech        | 2     | -       | -       | 2     |
| 32.º     | Isaac Del Toro           | UAE Emirates               | 1     | -       | -       | 1     |
| 32.º     | Oscar Onley              | dsm-firmenich PostNL       | 1     | -       | -       | 1     |
| 32.º     | Laurence Pithie          | Groupama-FDJ               | -     | 1       | -       | 1     |
| 32.º     | Jan Tratnik              | Visma \| Lease a Bike      | -     | 1       | -       | 1     |
| 32.º     | Arvid de Kleijn          | Tudor                      | 1     | -       | -       | 1     |
| 32.º     | Phil Bauhaus             | Bahrain Victorious         | 1     | -       | -       | 1     |
| 32.º     | Santiago Buitrago        | Bahrain Victorious         | 1     | -       | -       | 1     |
| 32.º     | Mattias Skjelmose Jensen | Lidl-Trek                  | 1     | -       | -       | 1     |
| 32.º     | Aleksandr Vlásov         | Red Bull-BORA-hansgrohe    | 1     | -       | -       | 1     |
| 32.º     | Nick Schultz             | Israel-Premier Tech        | 1     | -       | -       | 1     |
| 32.º     | Marijn van den Berg      | EF Education-EasyPost      | 1     | -       | -       | 1     |
| 32.º     | Axel Laurance            | Alpecin-Deceuninck         | 1     | -       | -       | 1     |
| 32.º     | Paul Lapeira             | Decathlon AG2R La Mondiale | 1     | -       | -       | 1     |
| 32.º     | Quinten Hermans          | Alpecin-Deceuninck         | 1     | -       | -       | 1     |
| 32.º     | Louis Meintjes           | Intermarché-Wanty          | 1     | -       | -       | 1     |
| 32.º     | Romain Grégoire          | Groupama-FDJ               | 1     | -       | -       | 1     |
| 32.º     | Thomas Pidcock           | INEOS Grenadiers           | -     | 1       | -       | 1     |
| 32.º     | Maikel Zijlaard          | Tudor                      | 1     | -       | -       | 1     |
| 32.º     | Maxim Van Gils           | Lotto Dstny                | -     | 1       | -       | 1     |
| 32.º     | Jhonatan Narváez         | INEOS Grenadiers           | 1     | -       | -       | 1     |
| 32.º     | Benjamin Thomas          | Cofidis                    | 1     | -       | -       | 1     |
| 32.º     | Pelayo Sánchez           | Movistar                   | 1     | -       | -       | 1     |
| 32.º     | Valentin Paret-Peintre   | Decathlon AG2R La Mondiale | 1     | -       | -       | 1     |
| 32.º     | Julian Alaphilippe       | Soudal Quick-Step          | 1     | -       | -       | 1     |
| 32.º     | Filippo Ganna            | INEOS Grenadiers           | 1     | -       | -       | 1     |
| 32.º     | Georg Steinhauser        | EF Education-EasyPost      | 1     | -       | -       | 1     |
| 32.º     | Andrea Vendrame          | Decathlon AG2R La Mondiale | 1     | -       | -       | 1     |
| 32.º     | Magnus Cort              | Uno-X Mobility             | 1     | -       | -       | 1     |
| 32.º     | Derek Gee                | Israel-Premier Tech        | 1     | -       | -       | 1     |
| 32.º     | Yves Lampaert            | Soudal Quick-Step          | 1     | -       | -       | 1     |
| 32.º     | Bryan Coquard            | Cofidis                    | 1     | -       | -       | 1     |
| 32.º     | Torstein Træen           | Bahrain Victorious         | 1     | -       | -       | 1     |
| 32.º     | Romain Bardet            | dsm-firmenich PostNL       | 1     | -       | -       | 1     |
| 32.º     | Kévin Vauquelin          | Arkéa-B&B Hotels           | 1     | -       | -       | 1     |
| 32.º     | Mark Cavendish           | Astana Qazaqstan           | 1     | -       | -       | 1     |
| 32.º     | Dylan Groenewegen        | Jayco AlUla                | 1     | -       | -       | 1     |
| 32.º     | Anthony Turgis           | TotalEnergies              | 1     | -       | -       | 1     |
| 32.º     | Victor Campenaerts       | Lotto Dstny                | 1     | -       | -       | 1     |
| 32.º     | Pavel Bittner            | dsm-firmenich PostNL       | 1     | -       | -       | 1     |
| 32.º     | Alec Segaert             | Lotto Dstny                | 1     | -       | -       | 1     |
| 32.º     | Michael Woods            | Israel-Premier Tech        | 1     | -       | -       | 1     |
| 32.º     | Arnaud De Lie            | Lotto Dstny                | 1     | -       | -       | 1     |
| 32.º     | Marc Soler               | UAE Emirates               | 1     | -       | -       | 1     |
| 32.º     | Urko Berrade             | Equipo Kern Pharma         | 1     | -       | -       | 1     |
| 32.º     | Stefan Küng              | Groupama-FDJ               | 1     | -       | -       | 1     |
| 32.º     | Michael Matthews         | Jayco AlUla                | -     | 1       | -       | 1     |
| 32.º     | Lionel Taminiaux         | Lotto Dstny                | 1     | -       | -       | 1     |
| 32.º     | Warre Vangheluwe         | Soudal Quick-Step          | 1     | -       | -       | 1     |
| 32.º     | Matevž Govekar           | Bahrain Victorious         | 1     | -       | -       | 1     |

### Victorias por equipo
- Notas: En amarillo equipos UCI ProTeam.

Incluye victorias en CRE.
| Posición | Equipo                     | Victorias |
| -------- | -------------------------- | --------- |
| 1.º      | UAE Emirates               | 41        |
| 2.º      | Visma \| Lease a Bike      | 18        |
| 3.º      | Lidl-Trek                  | 15        |
| 3.º      | Alpecin-Deceuninck         | 15        |
| 5.º      | Soudal Quick-Step          | 13        |
| 6.º      | Red Bull-BORA-hansgrohe    | 12        |
| 7.º      | Lotto Dstny                | 9         |
| 8.º      | Israel-Premier Tech        | 8         |
| 9.º      | Decathlon AG2R La Mondiale | 7         |
| 10.º     | INEOS Grenadiers           | 6         |
| 11.º     | Intermarché-Wanty          | 4         |
| 11.º     | EF Education-EasyPost      | 4         |
| 11.º     | Jayco AlUla                | 4         |
| 11.º     | Bahrain Victorious         | 4         |
| 15.º     | dsm-firmenich PostNL       | 3         |
| 15.º     | Equipo Kern Pharma         | 3         |
| 15.º     | Groupama-FDJ               | 3         |
| 18.º     | Tudor                      | 2         |
| 18.º     | Cofidis                    | 2         |
| 20.º     | Movistar                   | 1         |
| 20.º     | Uno-X Mobility             | 1         |
| 20.º     | Arkéa-B&B Hotels           | 1         |
| 20.º     | Astana Qazaqstan           | 1         |
| 20.º     | TotalEnergies              | 1         |

### Victorias por países
- Se incluyen las victorias en contrarreloj por equipos.

| Posición | Equipo          | Victorias |
| -------- | --------------- | --------- |
| 1.º      | Bélgica         | 39        |
| 2.º      | Eslovenia       | 33        |
| 3.º      | Países Bajos    | 14        |
| 4.º      | Francia         | 12        |
| 4.º      | Reino Unido     | 12        |
| 6.º      | España          | 10        |
| 6.º      | Australia       | 10        |
| 8.º      | Dinamarca       | 9         |
| 8.º      | Italia          | 9         |
| 10.º     | Estados Unidos  | 5         |
| 11.º     | Eritrea         | 3         |
| 11.º     | Ecuador         | 3         |
| 11.º     | Suiza           | 3         |
| 14.º     | Alemania        | 2         |
| 14.º     | Portugal        | 2         |
| 14.º     | Canadá          | 2         |
| 14.º     | Irlanda         | 2         |
| 18.º     | México          | 1         |
| 18.º     | Nueva Zelanda   | 1         |
| 18.º     | EAU             | 1         |
| 18.º     | Colombia        | 1         |
| 18.º     | Rusia           | 1         |
| 18.º     | Sudáfrica       | 1         |
| 18.º     | Noruega         | 1         |
| 18.º     | República Checa | 1         |